# ماتي ماكيلا
ماتي ماكيلا (بالفنلندية: Matti Mäkelä)‏ هو مدرب كرة قدم ولاعب كرة قدم فنلندي، ولد في 14 يناير 1939 في تامبيري في فنلندا.

## وصلات خارجية
- ماتي ماكيلا على موقع قاعدة بيانات كرة القدم.إي يو (الإنجليزية)
- ماتي ماكيلا على موقع ناشيونال فوتبول تيمز (الإنجليزية)
- ماتي ماكيلا على موقع عالم كرة القدم.نت (الإنجليزية)